# Ширінгуші
Ширінгу́ші (рос. Ширингуши, ерз. Ширингуж) — село у складі Зубово-Полянського району Мордовії, Росія. Адміністративний центр та єдиний населений пункт Ширінгуського сільського поселення.
У період 1928-2004 років село мало статус селища міського типу.
Населення — 2100 осіб (2010; 2424 у 2002).